# Pàvel Péstel
Pàvel Péstel   (Moscou, 24 de juny de 1793 (Julià) - fortalesa de Sant Pere i Sant Pau, 13 de juliol de 1826 (Julià)), nom complet amb patronímic Pàvel Ivànovitx Péstel, rus: Па́вел Ива́нович Пе́стель, fou revolucionari i ideòleg rus de la Revolta decabrista
Entre els anys de 1805 i 1809, Pàvel va estudiar a Dresden. Pels volts del 1810, ja era estudiant del Cos de Patges. Temps després Péstel va ser enviat al regiment lituà de Guàrdia Lieib. Va prendre part en la Guerra Pàtria de 1812 i les campanyes militars estrangeres de 1813-1814. En 1821, Pestel va ser nomenat comandant del Regiment d'Infanteria Viatka, a Tultxín, Província de Vínnitsia, Ucraïna, on l'il·lustrat general Pàvel Kisseliov acollia amb satisfacció els oficials de mentalitat liberal.
En 1816, es va convertir en un membre de la Unió de Salvació , rus: Союз спасения, i un dels autors de la seva Carta. En 1818, PÉstel va organitzar una societat secreta anomenada la Unió de la prosperitat, rus: Союз благоденствия. Va aconseguir fer que tots els membres de la societat estiguessin d'acord amb ell, i establí així les bases per a la tradició republicana en el moviment d'emancipació de Rússia. Alhora, Péstel va parlar en suport del regicidi i l'eliminació física de tots els membres de la família reial. Al març de 1821, va establir i es va convertir en el líder de la Societat del Sud de la Revolta decabrista. Péstel va advocar per la fusió de la Societat del Nord de la Revolta decabrista amb l'anterior i fins i tot va viatjar a Sant Petersburg el 1824 per tractar de fer que això succeís.
A partir del 1821, Péstel va estar treballant en un projecte de reformes socials i econòmiques a Rússia, que més tard en diria Rússkaia Pravda, rus: Русская правда ("La veritat russa") i que seria aprovat com un programa polític. En la segona edició de la Rússkaia Pravda es manifesta una major democratització de les opinions de Péstel. S'exigia una immediata emancipació dels serfs de Rússia amb les seves terres, les limitacions del dret a la propietat de la terra, la creació de terres públiques i privades de fons, l'eliminació dels privilegis de classe i la concessió de drets polítics als homes de més de 20 anys.
Péstel va ser un ferm defensor de la República i la centralització estatal. Segons el seu resum de la Rússkaia Pravda  anomenada "Constitució. Precepte d'Estat", rus: Конституция. Государственный завет, una cambra del Vetxe popular (Народное вече) es convertiria en l'òrgan legislatiu. Com a Duma Sobirana (Державная дума) es pronunciaria el Poder Executiu. Al Sobor Suprem (Верховный собор) se li donaria el poder judicial. En 1825, Péstel dugué a terme negociacions amb la Societat Patriòtica polonesa, discutint la possibilitat d'accions conjuntes revolucionàries.
El 13 de desembre de 1825, Péstel va ser detingut a Tultxín. Va ser penjat, junt amb altres quatre conspiradors, a la Fortalesa de Sant Pere i Sant Pau, el 25 de juliol de 1826.